# Ulf Stark
Ulf Gottfrid Stark (ur. 12 lipca 1944 Stureby, Sztokholm, zm. 13 czerwca 2017 w Sztokholmie) – szwedzki pisarz i scenarzysta, znany z twórczości dla dzieci i młodzieży. Zmarł na raka.

## Twórczość
Polskie wydania
| Tytuł polski                                    | Tłumaczenie                   | Ilustrator          | Tytuł oryginalny                     | Rok 1. wyd. w Szwecji | Rok 1. wyd. w Polsce | Wydawca ISBN                            |
| ----------------------------------------------- | ----------------------------- | ------------------- | ------------------------------------ | --------------------- | -------------------- | --------------------------------------- |
| Czy umiesz gwizdać, Joanno?                     | Katarzyna Skalska             | Anna Höglund        | Kan du vissla Johanna                | 1992                  | 2008                 | Wydawnictwo Zakamarki                   |
| Jak mama została Indianką                       | Katarzyna Skalska             | Mati Lepp           | När mamma var indian                 | 2002                  | 2008                 | Wydawnictwo Zakamarki                   |
| Jak tata pokazał mi wszechświat                 | Katarzyna Skalska             | Eva Eriksson        | När pappa visade mej världsalltet    | 1998                  | 2008                 | Wydawnictwo Zakamarki                   |
| Cynamon i Trusia. Wierszyki od stóp do głów     | Agnieszka Stróżyk             | Charlotte Ramel     | Kanel och Kanin. Dikter om kroppen   | 2006                  | 2009                 | Wydawnictwo Zakamarki                   |
| Cynamon i Trusia. Wierszyki na okrągły rok      | Agnieszka Stróżyk             | Charlotte Ramel     | Kanel och Kanin letar efter sommaren | 2008                  | 2010                 | Wydawnictwo Zakamarki                   |
| Jak tata się z nami bawił                       | Katarzyna Skalska             | Mati Lepp           | Kvällen när pappa lekte              | 2004                  | 2011                 | Wydawnictwo Zakamarki                   |
| Magiczne tenisówki mojego przyjaciela Percy’ego | Katarzyna Skalska             | Magdalena Kucharska | Min vän Percys magiska gymnastikskor | 1991                  | 2011                 | Wydawnictwo Zakamarki                   |
| Cynamon i Trusia. Wierszyki o złości i radości  | Agnieszka Stróżyk             | Charlotte Ramel     | Kanel och Kanin och alla känslorna   | 2012                  | 2013                 | Wydawnictwo Zakamarki                   |
| Mój przyjaciel szejk w Stureby                  | Katarzyna Skalska             | Magdalena Kucharska | Min vän shejken i Stureby            | 1995                  | 2014                 | Wydawnictwo Zakamarki                   |
| Chłopiec, dziewczynka i mur                     | Katarzyna Skalska             | Anna Höglund        | Pojken, flickan och muren            | 2010                  | 2019                 | Wydawnictwo Zakamarki                   |
| Tej nocy Miś chce być duży                      | Katarzyna Skalska             | Charlotte Ramel     | En natt vill Nalle vara stor         | 2017                  | 2019                 | Wydawnictwo Zakamarki                   |
| Siostrzyczka                                    | Katarzyna Skalska             | Charlotte Ramel     | Lillasyster                          | 2016                  | 2019                 | Wydawnictwo Zakamarki                   |
| Mój przyjaciel Percy, Buffalo Bill i ja         | Katarzyna Skalska             | Magdalena Kucharska | Min vän Percy, Buffalo Bill och jag  | 2004                  | 2020                 | Wydawnictwo Zakamarki                   |
| Mały Asmodeusz                                  | Katarzyna Skansberg           | Józef Wilkoń        | Lilla Asmodeus                       |                       | 2011                 | Media Rodzina                           |
| Zuchy z warzywnego ogródka                      |                               |                     |                                      |                       | 2011                 | IKEA                                    |
| Jeżyk wyrusza w świat                           |                               |                     |                                      |                       | 2011                 | IKEA                                    |
| Księżniczka i zaginione szczęście               |                               |                     |                                      |                       | 2013                 | IKEA                                    |
| Łoś, król lasu                                  |                               |                     |                                      |                       | 2013                 | IKEA                                    |
| Pan Sowa jedzie na wakacje                      |                               |                     |                                      |                       | 2015                 | IKEA                                    |
| 2Trójka przyjaciół                              |                               |                     |                                      |                       | 2015                 | IKEA                                    |
| Nocna podróż                                    |                               |                     |                                      |                       | 2015                 | IKEA                                    |
| Żabi książę                                     | Comactiva Language Partner AB | Silke Leffler       | Kvack!                               | 2013                  | 2014                 | IKEA                                    |
| Księżniczka i zaginione szczęście               | Comactiva Language Partner AB | Silke Leffler       | Prinsessan och glädjen               | 2013                  | 2014                 | IKEA                                    |
| Uciekinierzy                                    | Katarzyna Skalska             | Kitty Crowther      | Rymlingarna                          | 2017                  | 2023                 | Wydawnictwo Zakamarki 978-83-7776-191-5 |
| Święta w Wielkim Lesie                          | Agnieszka Stróżyk             | Eva Eriksson        | Jul i Stora Skogen                   | 2012                  | 2023                 | Wydawnictwo Zakamarki 978-83-7776-258-5 |
| Krótka opowieść o miłości                       | Katarzyna Skalska             | Ida Björs           | En liten bok om kärlek               | 2015                  | 2024                 | Wydawnictwo Zakamarki 978-83-7776-175-5 |

Scenariusze
- 1999 – Tsatsiki: mama i policjant (Tsatsiki, morsan och polisen)